# Xikunahati
Xikunahati, também chamado de xikunahity e pronunciado zikunahaty, hiara ou futebol de cabeça e, é um esporte tradicional indígena, praticado pelos povos Parecis, Iranxes, Mamaindês e Enawenê-Nawês, de Mato Grosso.

## Regras
O xikunahati é disputado por duas equipes, formadas por seis a 12 jogadores. Cada equipe fica de um lado do campo, de tamanho próximo ao de um campo de futebol, e não é permitido ultrapassar a linha divisória. Utiliza-se uma bola feita de seiva de mangabeira, e só é permitido tocá-la com a cabeça. 
O objetivo, como no vôlei, é lançar a bola para o campo adversário de forma a impedir que a outra equipe consiga devolvê-la. As equipes perdem pontos se deixarem a bola ultrapassar o limite do campo ou se um jogador tocar nela com outra parte do corpo que não seja a cabeça.

## Tradição
Os índios paresi atribuem a criação do esporte a Wazare, uma entidade mitológica. Foi ele quem distribuiu o povo paresi pelas suas terras e, antes de voltar a seu mundo, celebrou uma grande festa. Durante essa comemoração, Wazare mostrou que é a cabeça que comanda o corpo, e poderia também ser usada para demonstrar habilidades físicas, e assim criou o xikunahati. 
Tradicionalmente, o esporte era praticado em ocasiões especiais, como festas da primeira colheita e cerimônias de iniciação. Nas disputas entre aldeias, havia apostas em que a equipe vencedora poderia ganhar armas, animais, diversos objetos e até mulheres. 

## Xikunahati hoje
O esporte era exclusivo dos paresi até 1999, quando foi disputada uma partida nos II Jogos dos Povos Indígenas, em Guairá. Dois anos depois, em Campo Grande, uma equipe enawenê-nawê enfrentou os paresis na quarta edição do evento.
O xikunahati foi uma das modalidades esportivas nos Jogos Mundiais Indígenas de 2015.